# 아르헨티나 탱고

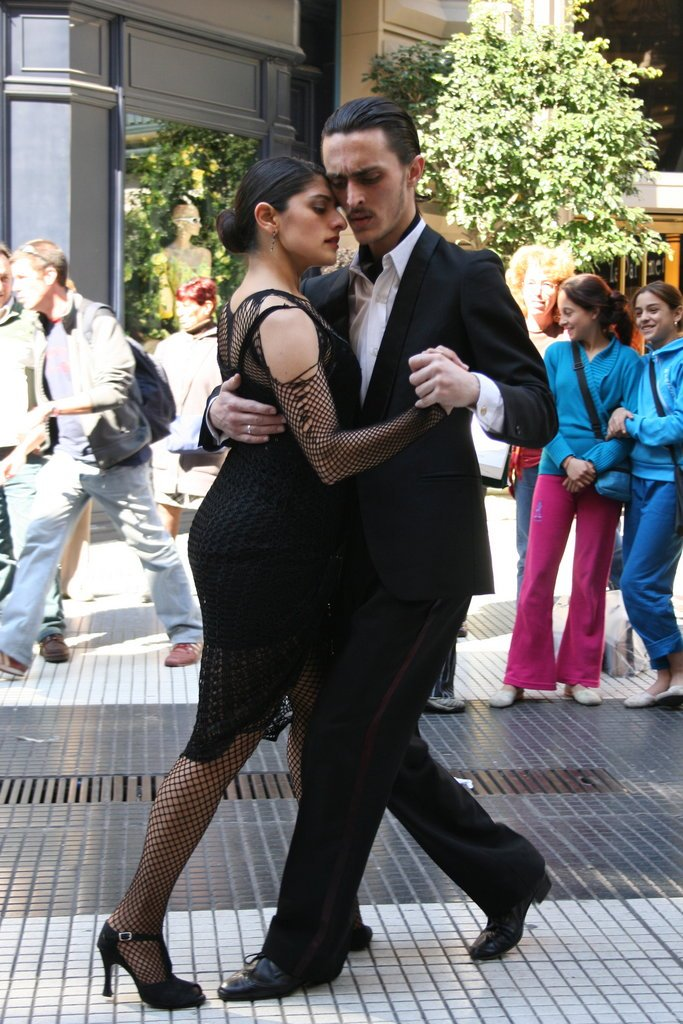

아르헨티나 탱고(Argentine tango)는 음악 장르이자 이에 수반되는 사회춤의 하나이다. 19세기 말에 탱고는 아르헨티나와 우루과이의 국경을 흐르는 큰 강 라플라타의 유역 몬테비데오, 부에노스아이레스 두 도시의 주변에서 싹이 트고 자라서 개화한 음악이다. 이 음악은 반도네온·피아노·바이올린·베이스의 4악기를 주체로 한 오르케스타 티피카(표준적 편성악단)에 의하여 연주된다.

## 기원
탱고의 발상지로 알려진 아르헨티나에도 그 기원이나 변천에 대한 확실한 기록이 없다. 일반적인 정설로는 라플라타강 유역 부에노스아이레스 주변의 선착장에, 외양항로의 선원들이 1800년대 쿠바섬에서 유행하던 2/4박자의 가요조의 음악 하바네라를 전하였고, 그 말에 부에노스아이레스나 몬테비데오의 거리에서 연주되고 춤추던 칸돔베가 합체하여 밀롱가가 파생하였다. 그 밀롱가의 변형된 음악이 탱고라는 것이 정설로 되어 있다.

## 같이 보기
- 카를로스 가르델
- 마시스 (춤)
- 밀롱가
- 탱고
- 탱고

### 음악
- Argentine Tango Radio
- todotango.com musicians, lyricists, discographies
- tango.info/music musicians, lyricists, CDs, 축음기 음반

### 춤
- The Basics of Tango (Part One) 보관됨 2019-10-08 - 웨이백 머신 Basic Tango principles and advice
- Tango Secrets - A structural and analytical approach to dancing Argentine Tango